# Ursus (film 1961)
Ursus è un film peplum del 1961 diretto da Carlo Campogalliani.
Il film riprende il personaggio di Ursus e la trama dell'omonimo film del 1922 scritto e diretto da Pio Vanzi.

## Trama
Ursus torna dalla guerra e scopre che suo padre è stato ucciso da un malvagio individuo di nome Setas, inoltre lo stesso individuo ha rapito anche la sua fidanzata.
Ursus parte per cercare la sua amata e Setas e approda su un'isola, scopre che la sua amata è stata incoronata regina e non è più innamorata di lui, inoltre vedendolo come un uomo pericoloso cerca ripetutamente di farlo uccidere, Ursus dovrà difendersi da queste insidie per ritornare a casa sano e salvo.